# Vakıflı, Samandağ

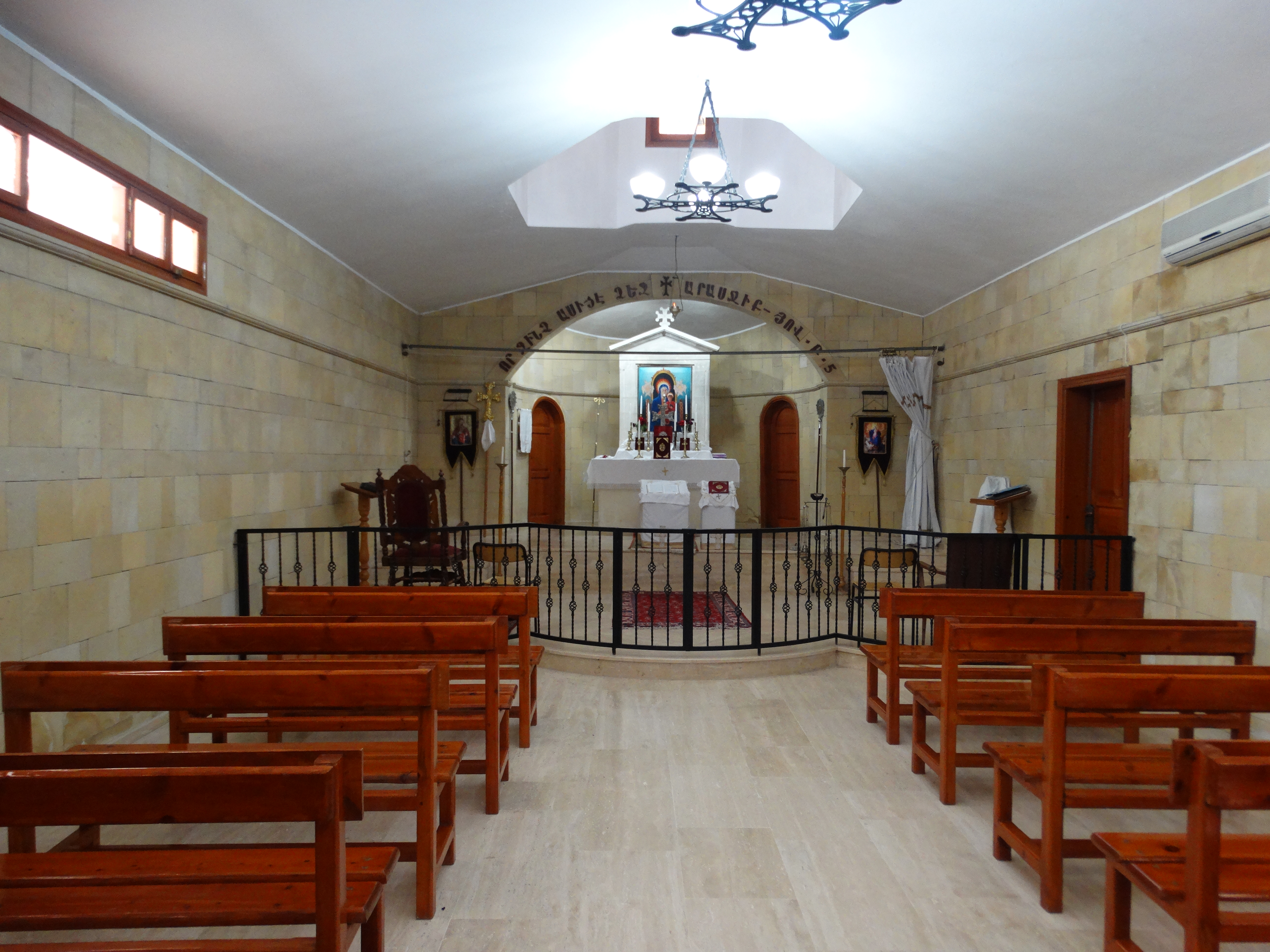
Imagine din interiorul bisericii

Vakıflı Köyü (în armeană Վաքըֆ, transliterat: Vak'ëf, pronunțat [ˈvakʰəf]) este singurul sat armean rămas în Turcia. Situat pe versanții muntelui Musa Dagh,⁠(d) în districtul Samandağ din provincia Hatay, satul are vedere la Marea Mediterană și se află în apropierea graniței cu Siria. El găzduiește o comunitate de aproximativ 130 de armeni turci. Dialectul armean apusean local este foarte diferit și nu poate fi înțeles deplin de alți armeni occidentali.

## Istoric
Locuitorii din Vakıflı sunt descendenții acelor armeni care au rezistat⁠(d) Genocidului Armean din 1915 pe muntele Musa Dagh⁠(d). Ei au respins atacurile trupelor turce timp de 53 de zile, până când marinarii francezi au văzut un banner pe care armenii îl legaseră de un copac de pe munte, acoperit cu cuvintele „Christians in Distress: Rescue” („Creștini în primejdie: salvați-i”). După ce au fost transportați de francezi la Port Said, locuitorii celor șapte sate armene s-au întors la casele lor, atunci când provincia Hatay s-a aflat sub ocupație franceză începând din 1918. În urma unui acord între Franța și Turcia și a unui referendum controversat, provincia Hatay a revenit Turciei la 29 iunie 1939, dar această schimbare de frontieră este încă nerecunoscută de Siria. După această schimbare a suveranității, populațiile celorlalte șase sate armene au emigrat din Hatay, stabilindu-se în Valea Beqaa din Liban, în special în orașul Anjar⁠(d), în timp ce locuitorii din Vakıflı au ales să rămână.
Satul Vakıflı a suferit din cauza lipsei de locuri de muncă până la mijlocul anilor 2000, ceea ce a determinat generația mai tânără să se mute la Istanbul. Se estimează că aproximativ 500 de foști locuitori ai satului Vakıflı trăiesc la Istanbul, iar populația satului crește la aproximativ 300 de locuitori în timpul verii, cu ocazia vizitării familiilor de către cei plecați. Cu toate acestea, cu ajutorul guvernatorului districtual (kaymakam) și al Fundației TEMA⁠(d), care a identificat zece sate și a dezvoltat proiecte specifice pentru fiecare sat pentru a opri migrația urbană, Vakıflı a fost selectat pentru dezvoltarea agriculturii ecologice și a turismului ecologic, iar satul a obținut singura certificare UE pentru agricultură ecologică din regiune. În anul 2004 cooperativa satului Vakıflı a exportat portocale organice în valoare de un milion de euro, ceea ce creat speranțe de viabilitate economică a satului și i-a determinat pe unii săteni să revină de la Istanbul.
Între anii 1994 și 1997, biserica satului a fost reconstruită și extinsă cu ajutorul guvernului turc. În 2005 comunitatea satului Vakıflı a restaurat clădirea veche a școlii, transformând-o într-o pensiune turistică, iar alte două case vechi au devenit, de asemenea, pensiuni. Cu ajutorul guvernului local și al Asociației pentru Dezvoltarea Satului Vakıflı, o organizație cu sediul la Istanbul, a fost implementat un proiect de ecoturism care are ca scop restaurarea caselor tradiționale de piatră ale satului.
Satul Vakıflı a găzduit 20 de refugiați sirieni de origine armeană din Kesab⁠(d) în timpul Războiului Civil Sirian.
În februarie 2023 satul Vakıflı a fost puternic afectat de Cutremurul din provincia Hatay, iar treizeci din cele 40 de case de piatră ale satului, precum și biserica satului, au fost puternic avariate. Cu toate acestea, nimeni nu a murit în cutremur.

## Educație
Copiii localnicilor se deplasează cu autobuzele școlare către școlile aflate departe de sat.